# U-847
U-847 – niemiecki okręt podwodny (U-Boot) typu IX D2 z okresu II wojny światowej. Okręt wszedł do służby w 1943 roku. Kolejnymi dowódcami byli: Kptlt. Friedrich Guggenberger, KrvKpt. Wilhelm Rollmann, Kptlt. Jost Metzler, Kptlt. Herbert Kuppisch.

## Historia
Wcielony do 4. Flotylli U-Bootów celem szkolenia załogi, od 1 lipca 1943 roku w 12. Flotylli jako jednostka bojowa. 26 stycznia 1943 roku podczas szkolenia doszło do wypadku z bronią maszynową (według różnych źródeł: 1-2 zabitych, 1-2 rannych).
U-847 należał do typu okrętów IX D2, określanych jako „krążowniki podwodne”; największych jednostek, które służyły we flocie podwodnej Niemiec. Z reguły na ich dowódców wyznaczano doświadczonych i zasłużonych oficerów, zazwyczaj odznaczonych Krzyżem Rycerskim. Tak było też w przypadku U-847, z uwzględnieniem, że pierwszy dowódca – Guggenberger pełnił swoją funkcję tylko przez kilka dni, drugi – Rollmann został wyznaczony tylko na czas jednodniowego przejścia między bazami, trzeci – Metzler musiał zrezygnować z czynnej służby na morzu z powodów zdrowotnych. Ostatni  – Kuppisch, uprzednio skuteczny dowódca U-58 i U-94, powrócił do pływania na okrętach podwodnych po prawie dwuletniej pracy sztabowej.
Okręt wyszedł w rejs z Kilonii 6 lipca 1943 roku jako jednostka wchodząca w skład grupy Monsun – 11 U-Bootów, które zamierzano przerzucić do bazy na Malajach celem podjęcia działań na Oceanie Indyjskim. 17 lipca w Cieśninie Duńskiej (pomiędzy Islandią a Grenlandią) doszło jednak do kolizji z górą lodową i U-847 musiał zawrócić do Bergen (Norwegia). Gdy pod koniec miesiąca był gotowy do wznowienia rejsu, rozkazy uległy zmianie. Okręt miał zacząć pełnić funkcję zaimprowizowanego zbiornikowca dla U-Bootów powracających z patroli u wybrzeży zachodniej Afryki i Ameryki Północnej (po zatonięciu przeznaczonych do tego celu U-117 i U-525). 
Po dotarciu do wyznaczonego akwenu, 16 sierpnia doszło do spotkania z uszkodzonym U-66, zaś 24 sierpnia z U-172. Dowódca U-172, Kptlt. Carl Emmermann, był zaskoczony lekceważącym stosunkiem Kuppischa i jego podwładnych do zagrożenia ze strony samolotów, tłumacząc to jego długą przerwą w służbie na morzu. Tego samego dnia zdążający na miejsce bunkrowania U-185 został zatopiony przez amerykańskie samoloty.
27 sierpnia U-847 zaopatrzył w paliwo U-230, U-415, U-653, U-634, U-257 i U-508. Również oficer wachtowy U-230, Ltn. Herbert Werner, opisał później we wspomnieniach ignorowanie zasad bezpieczeństwa przez załogę okrętu.
Niedługo później U-847 przerwał nakazaną ciszę radiową i poinformował dowództwo o ukończeniu tankowania. Namiar dokonany za pomocą radionamierników HF/DF pozwolił amerykańskim okrętom ustalić pozycję U-Boota. Wynurzony U-847 został zaskoczony 27 sierpnia 1943 roku na Morzu Sargassowym przez samoloty Avenger i Wildcat z lotniskowca eskortowego USS „Card”. Zmuszony przez ostrzał z broni pokładowej do zanurzenia, po czym został zatopiony torpedą Fido zrzuconą z Avengera. Zginęła cała 62-osobowa załoga U-Boota.